# Championnat Pro A 2014-2015 (pallanuoto maschile)
Il Championnat Pro A 2014-2015 è la 120ª edizione della massima divisione del campionato francese maschile di pallanuoto. Le gare sono iniziate il 25 ottobre 2014 e si concluderanno con la Final Four a giugno 2015.
Le squadre partecipanti sono dieci (due in meno rispetto all'edizione precedente), e si affrontano nel classico girone all'italiana con partite di andata e ritorno. A questa fase segue la Final Four per la conquista del titolo.

## Squadre partecipanti
| Club             | Città            | Piscina                          | Stagione 2013-2014            |
| ---------------- | ---------------- | -------------------------------- | ----------------------------- |
| Aix-en-Provence  | Aix-en-Provence  | Piscina Yves Blanc               | 7º posto                      |
| Douai            | Douai            | Piscine des Glacis               | 6º posto                      |
| Lilla            | Lilla            | Piscina Marx Dormoy              | 9º posto                      |
| Marsiglia        | Marsiglia        | Piscina Pierre-Garsau            | 2º posto; Finalista           |
| Montpellier      | Montpellier      | Piscina olimpica d'Antigone      | 1º posto; Campione di Francia |
| Noisy-le-Sec     | Noisy-le-Sec     | Piscine Édouard-Herriot          | 8º posto                      |
| Olympic Nice     | Nizza            | Piscina Jean-Bouin               | 4º posto; Semifinalista       |
| St-Jean-d'Angély | St-Jean-d'Angély | Centre aquatique Atlantys        | Neopromossa                   |
| Sète             | Sète             | Centro balneario Raoul-Fonquerne | 3º posto; Semifinalista       |
| Strasburgo       | Strasburgo       | Piscine de la Kibitzenau         | 5º posto                      |

## Regular season

### Classifica
|  | Pos. | Squadra          | Pt | G  | V  | N | P  | GF  | GS  | DR   |
|  | ---- | ---------------- | -- | -- | -- | - | -- | --- | --- | ---- |
|  | 1.   | Marsiglia        | 50 | 18 | 16 | 2 | 0  | 281 | 149 | +132 |
|  | 2.   | Montpellier      | 43 | 18 | 14 | 1 | 3  | 227 | 142 | +85  |
|  | 3.   | Olympic Nice     | 40 | 18 | 13 | 1 | 4  | 225 | 153 | +72  |
|  | 4.   | Strasburgo       | 36 | 18 | 11 | 3 | 4  | 194 | 152 | +42  |
|  | 5.   | Aix-en-Provence  | 23 | 18 | 7  | 2 | 9  | 190 | 213 | -23  |
|  | 6.   | Lilla            | 17 | 18 | 5  | 2 | 11 | 191 | 224 | -33  |
|  | 7.   | Douai            | 17 | 18 | 5  | 2 | 11 | 161 | 204 | -43  |
|  | 8.   | Sète             | 15 | 18 | 4  | 3 | 11 | 138 | 185 | -47  |
|  | 9.   | Noisy-le-Sec     | 10 | 18 | 2  | 4 | 12 | 124 | 217 | -93  |
|  | 10.  | St-Jean-d'Angély | 8  | 18 | 2  | 2 | 14 | 155 | 247 | -92  |

### Calendario e risultati
| Data    | And. | 1ª giornata               | Rit.  | Data    |
| 25 ott. | 11-9 | Aix - O.Nice              | 11-16 | 8 apr.  |
| 25 ott. | 4-22 | Noisy-le-Sec - Marsiglia  | 6-17  | 14 mar. |
| 25 ott. | 7-15 | SJ d'Angély - Montpellier | 8-17  | 13 mar. |
| 11 feb. | 7-7  | Sète - Lilla              | 7-8   | 14 mar. |
| 25 ott. | 10-9 | Strasburgo - Douai        | 8-5   | 14 mar. |

| Data    | And. | 4ª giornata            | Rit. | Data    |
| 22 nov. | 7-15 | Lilla - Montpellier    | 7-19 | 28 feb. |
| 22 nov. | 7-7  | Noisy-le-Sec - Aix     | 9-13 | 28 feb. |
| 22 nov. | 9-13 | SJ d'Angély - O.Nice   | 9-15 | 28 feb. |
| 22 nov. | 11-5 | Sète - Douai           | 8-10 | 28 feb. |
| 22 nov. | 8-14 | Strasburgo - Marsiglia | 9-9  | 28 feb. |

| Data    | And.  | 7ª giornata               | Rit.  | Data   |
| 20 dic. | 14-13 | Aix - Lilla               | 14-15 | 4 apr. |
| 13 dic. | 11-8  | Marsiglia - Montpellier   | 11-6  | 4 apr. |
| 13 dic. | 6-10  | Noisy-le-Sec - Strasburgo | 4-19  | 6 apr. |
| 13 dic. | 13-3  | O.Nice - Douai            | 14-9  | 4 apr. |
| 13 dic. | 9-5   | Sète - SJ d'Angély        | 13-11 | 4 apr. |

| Data   | And. | 2ª giornata                | Rit.  | Data    |
| 1 nov. | 15-8 | Douai - SJ d'Angély        | 8-10  | 14 feb. |
| 1 nov. | 8-7  | Lilla - Strasburgo         | 8-13  | 14 feb. |
| 1 nov. | 16-8 | Marsiglia - Aix            | 20-9  | 14 feb. |
| 8 nov. | 5-9  | Noisy-le-Sec - Montpellier | 7-10  | 14 feb. |
| 8 nov. | 16-5 | O.Nice - Sète              | 17-11 | 13 feb. |

| Data    | And.  | 5ª giornata         | Rit.  | Data   |
| 29 nov. | 18-9  | Aix - SJ d'Angély   | 8-8   | 2 mag. |
| 29 nov. | 16-13 | Marsiglia - Lilla   | 16-14 | 2 mag. |
| 29 nov. | 15-8  | Montpellier - Douai | 17-8  | 2 mag. |
| 29 nov. | 7-10  | Noisy-le-Sec - Sète | 7-7   | 2 mag. |
| 15 apr. | 11-8  | O.Nice - Strasburgo | 3-9   | 2 mag. |

| Data    | And.  | 8ª giornata              | Rit.  | Data    |
| 18 gen. | 11-6  | Douai - Aix              | 11-12 | 11 apr. |
| 17 gen. | 16-8  | Lilla - Noisy-le-Sec     | 8-12  | 11 apr. |
| 17 gen. | 17-8  | Marsiglia - Sète         | 15-9  | 11 apr. |
| 17 gen. | 11-10 | Montpellier - O.Nice     | 7-12  | 10 apr. |
| 17 gen. | 7-12  | SJ d'Angély - Strasburgo | 7-20  | 11 apr. |

| Data    | And.  | 3ª giornata              | Rit.  | Data    |
| 15 nov. | 10-8  | Aix - Sète               | 10-5  | 25 apr. |
| 8 nov.  | 11-10 | Douai - Lilla            | 11-11 | 25 apr. |
| 15 nov. | 21-6  | Marsiglia - SJ d'Angély  | 16-9  | 25 apr. |
| 15 nov. | 20-11 | Montpellier - Strasburgo | 6-6   | 25 apr. |
| 15 nov. | 16-5  | O.Nice - Noisy-le-Sec    | 13-6  | 25 apr. |

| Data   | And.  | 6ª giornata                | Rit.  | Data    |
| 6 dic. | 8-18  | Lilla - O. Nice            | 9-11  | 28 mar. |
| 6 dic. | 20-6  | Marsiglia - Douai          | 18-8  | 12 mar. |
| 6 dic. | 9-9   | SJ d'Angély - Noisy-le-Sec | 8-9   | 28 mar. |
| 6 dic. | 4-13  | Sète - Montpellier         | 2-6   | 28 mar. |
| 6 dic. | 12-11 | Strasburgo - Aix           | 11-10 | 28 mar. |

| Data    | And.  | 9ª giornata          | Rit.  | Data    |
| 24 gen. | 7-17  | Aix - Montpellier    | 11-16 | 18 apr. |
| 24 gen. | 6-6   | Noisy-le-Sec - Douai | 7-17  | 18 apr. |
| 24 gen. | 14-14 | O. Nice - Marsiglia  | 4-8   | 18 apr. |
| 24 gen. | 12-11 | SJ d'Angély - Lilla  | 13-18 | 18 apr. |
| 24 gen. | 5-5   | Sète - Strasburgo    | 9-16  | 18 apr. |

## Fase finale
Semifinali e finali prevedono la disputa di due incontri secondo la formula dell'andata e ritorno. In caso di parità complessiva nel numero di reti, la discriminante è rappresentata dal maggior numero di gol segnati in trasferta.

### Tabellone
|  | Semifinali | Semifinali   | Semifinali | Semifinali | Semifinali |  |  | Finale          | Finale       | Finale | Finale | Finale |  |
|  |            |              |            |            |            |  |  |                 |              |        |        |        |  |
|  | 1          | Marsiglia    | 7          | 17         | 24         |  |  |                 |              |        |        |        |  |
|  | 4          | Strasburgo   | 8          | 4          | 12         |  |  | Marsiglia       | Marsiglia    | 14     | 16     | 30     |  |
|  | 2          | Montpellier  | 11         | 6          | 17         |  |  | Montpellier     | Montpellier  | 10     | 11     | 21     |  |
|  | 3          | Olympic Nice | 9          | 4          | 13         |  |  |                 |              |        |        |        |  |
|  |            |              |            |            |            |  |  |                 |              |        |        |        |  |
|  |            |              |            |            |            |  |  | Finale 3º posto |              |        |        |        |  |
|  |            |              |            |            |            |  |  |                 |              |        |        |        |  |
|  |            |              |            |            |            |  |  | Olympic Nice    | Olympic Nice | 9      | 7      | 16     |  |
|  |            |              |            |            |            |  |  | Strasburgo      | Strasburgo   | 7      | 6      | 13     |  |

### Finale scudetto
| Arbitri: | Alban David Sébastien Dervieux |

|                                                               |           |                                                                      |
| Kalinić: 4 Saudadier: 2 Chipotel, Chytil, Heinrich, Mustur: 1 | Marcatori | 3: Camarasa, Kovačević, Simon 2: Piot 1: Crousillat, Khasz, Monneret |

| Arbitri: | Benjamin Mercier Pascal Bouchez |

|                                                                                |           |                                                   |
| Piot: 4 Crousillat: 3 Camarasa, Kovačević, Simon: 2 Chandieu, Khasz, Martin: 1 | Marcatori | 4: Laux 3: Kalinić 2: Chipotel 1: Mustur, Peisson |

## Classifica marcatori
| Gol |  |  | Giocatore          | Squadra          |
| --- |  |  | ------------------ | ---------------- |
| 70  |  |  | Óscar Carrillo     | Aix-en-Provence  |
| 65  |  |  | Robin Lindhout     | Lilla            |
| 60  |  |  | Marko Bratić       | Strasburgo       |
| 58  |  |  | David Babič        | Olympic Nice     |
| 58  |  |  | Alexandre Camarasa | Marsiglia        |
| 57  |  |  | Gerard Reixach     | St-Jean-d'Angély |
| 56  |  |  | Ugo Crousillat     | Marsiglia        |
| 47  |  |  | Nikola Sutić       | Strasburgo       |
| 46  |  |  | Mathieu Peisson    | Montpellier      |
| 46  |  |  | Thibaut Simon      | Marsiglia        |